# ادیت ۵۱۷

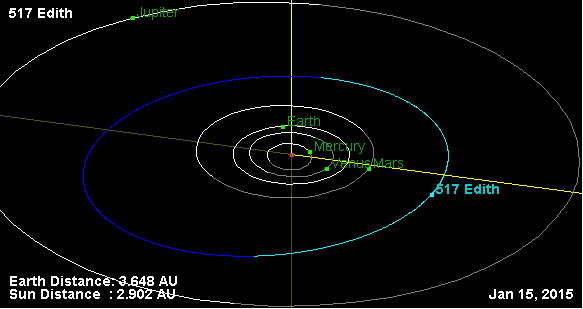
نمایی از محل قرارگیری سیارک ادیت ۵۱۷ در مدار - ۲۰۱۵

سیارک ۵۱۷ (به انگلیسی: 517 Edith، نامگذاری:1903MH) پانصد و هفدهمین سیارک کشف شده‌است که در ۲۲ سپتامبر ۱۹۰۳ و در هایدلبرگ کشف شد.
قدر مطلق سیارک برابر ۹٫۳۵ است.